# Francisco Manuel Monteiro de Queiroz
Francisco Manuel Monteiro de Queiroz (* 7. Juni 1951 in der Provinz Bié) ist ein angolanischer Politiker der Volksbewegung zur Befreiung Angolas MPLA (Movimento Popular de Libertação de Angola), der unter anderem zwischen 2012 und 2017 Minister für Geologie und Bergbau war und seit 2017 Minister für Justiz und Menschenrechte ist.

## Leben

### Studium, Jurist und Hochschullehrer
Francisco Manuel Monteiro de Queiroz wurde 1979 Mitarbeiter der Militärstaatsanwaltschaft (Procuradoria Militar) und war dort bis 1984 tätig. 1981 begann er ein Studium der Rechtswissenschaften an der Juristischen Fakultät der Universidade Agostinho Neto (UAN), das er 1985 mit einem Lizenziat (Licenciatura em Direito) beendete. Daraufhin übernahm er selbst einen Lehrauftrag an der UAN und absolvierte dort sowie an der Universidade de São Paulo ein postgraduales Studium im Fach Internationales Wirtschaftsrecht, das er 1986 abschloss. Daraufhin war er zwischen 1986 und 1991 Direktor der Juristischen Fakultät der UAN sowie diplomatischer Assistent im Büro des Staatspräsidenten José Eduardo dos Santos und wurde zuletzt zum Ministerialrat (Ministro Conselheiro) befördert. Nach dem Zusammenbruch des weltweiten Kommunismus übte er auf Anordnung des Staatspräsidenten 1991 die Aufgabe des Koordinators für die Neuformulierung der Wirtschaftsrechts im Hinblick auf die Anpassung der Wirtschaftsgesetzgebung des Landes an die Marktwirtschaft aus. 1993 begann er ein weiteres postgraduales Studium an der Fakultät für Rechts- und Wirtschaftswissenschaften an der Universität Lissabon, das er 1995 mit einem Master der Rechtswissenschaften (Mestrado em Direito) mit einer Dissertation über informelle Ökonomie beendete. Nach seiner anwaltlichen Zulassung wurde er 1998 sowohl Mitglied der Angolanischen Anwaltskammer OAA (Ordem dos Advogados de Angola) als auch der Portugiesischen Anwaltskammer und gehörte zu den Mitgründern der Juristischen Vereinigung (Associação dos Juristas de Angola). 
Monteiro de Queiroz lehrte als außerordentlicher Professor an der Universidade Agostinho Neto und war zudem Mitglied des Zentrums für strategische Studien von Angola CEFA (Centro de Estudos Estratégicos de Angola). 1999 wurde er Mitglied der Technischen Rechts- und Gesetzgebungsgruppe des Ministerrates (Conselho de Ministros) sowie zwischen 2000 und 2001 Stellvertretender Koordinator der Reflexionsgruppe, die die Reorganisationsstrategie und die Diamantenpolitik der Endiama (Empresa Nacional de Diamantes de Angola E. P.) vorbereitete, ein öffentliches und damit staatliches Unternehmen, zuständig für die Erforschung, Erkundung, Exploration, Verarbeitung und Vermarktung von denjenigen Rohdiamanten, die im Nordosten des Landes, hauptsächlich in den Provinzen Lunda Norte und Lunda Sul geschürft werden. Als Koordinator der Technischen Kommission war er maßgeblich an der Erstellung des Bergbaukodexes von Angola beteiligt. Er war zwischen 2001 und 2002 Mitglied der Kommission zur Vorbereitung der Reform des Handelsgesetzbuches (Código Comercial) sowie im Anschluss von 2002 bis 2005 Mitglied der Kommission zur Überprüfung der Gesetzgebung zur Durchführung von Privatinvestitionen. Er verfasste zahlreiche Artikel und rechtsökonomische Studien, die in mehreren Fachzeitschriften veröffentlicht wurden.

### Sekretär des Staatspräsidenten und Minister
Francisco Manuel Monteiro de Queiroz, der 2005 Berater des Präsidenten der Republik für parlamentarische und politische Angelegenheiten sowie Rechts- und Wirtschaftsberater für mehrere öffentliche und private Unternehmen wurde, war zwischen 2005 und 2007 Koordinator der Fachkommission für die Regularisierung der Wirtschaftsgesetzgebung sowie im Anschluss von 2007 bis 2011 Koordinator der Kommission zur Vorbereitung des Bergbaugesetzes (Código Mineiro). 2008 wurde er außerdem Sekretär des Präsidenten der Republik für politische und konstitutionelle Angelegenheiten und fungierte zugleich zwischen 2010 und 2012 als Koordinator der Interministeriellen Kommission des Nationalen Geologieplans (Comissão Interministerial do Plano Nacional de Geologia). Im Bereich Geologie und Bergbau leitete er somit als Koordinator der Kommission, die das Bergbaugesetzbuch vorbereitete, alle öffentlichen Debatten, Workshops und öffentlichen Konsultationen. Der Entwurf des Bergbaugesetzbuchs wurde dem Ministerrat und der Nationalversammlung (Assembleia Nacional) vorgestellt, die es im November 2011 genehmigten.
Nach den Wahlen zur Nationalversammlung am 31. August 2012 wurde Monteiro de Queiroz am 28. Oktober 2012 von Staatspräsident José Eduardo dos Santos selbst zum Minister für Geologie und Bergbau (Ministro da Geologia e Minas) in dessen Regierung berufen und hatte dieses Ministeramt fünf Jahre lang bis September 2017 inne. In dieser Zeit leitete er die Arbeit des II. Erweiterten Konsultativrats des Ministeriums. Im Januar 2013 nahm er an der Internationalen Bergbaukonferenz in Südafrika teil und hielt auf internationalen Veranstaltungen Vorträge über den geologischen Bergbausektor Angolas, vor dem Hintergrund des von ihm erarbeiteten Nationalen Geologieplans und des Bergbaugesetzbuchs. Darüber hinaus rief zu privaten Investitionen im Bergbausektor auf.
Nach den darauf folgenden Wahlen zur Nationalversammlung am 23. bis 26. August 2017 berief der neue Staatspräsident João Lourenço ihn zum Minister für Justiz und Menschenrechte (Ministro da Justiça e dos Direitos Humanos) in dessen Kabinett.